# Six hommes pour sauver Harry
 (janvier 2024).
La mise en forme du texte ne suit pas les recommandations de Wikipédia : il faut le « wikifier ».
Les points d'amélioration suivants sont les cas les plus fréquents :
- Les titres sont pré-formatés par le logiciel. Ils ne sont ni en capitales, ni en gras.
- Le texte ne doit pas être écrit en capitales (les noms de famille non plus), ni en gras, ni en italique, ni en « petit »…
- Le gras n'est utilisé que pour surligner le titre de l'article dans l'introduction, une seule fois.
- L'italique est rarement utilisé : mots en langue étrangère, titres d'œuvres, noms de bateaux, etc.
- Les citations ne sont pas en italique mais en corps de texte normal. Elles sont entourées par des guillemets français : « et ».
- Les listes à puces sont à éviter, des paragraphes rédigés étant largement préférés. Les tableaux sont à réserver à la présentation de données structurées (résultats, etc.).
- Les appels de note de bas de page (petits chiffres en exposant, introduits par l'outil «  Source ») sont à placer entre la fin de phrase et le point final[comme ça].
- Les liens internes (vers d'autres articles de Wikipédia) sont à choisir avec parcimonie. Créez des liens vers des articles approfondissant le sujet. Les termes génériques sans rapport avec le sujet sont à éviter, ainsi que les répétitions de liens vers un même terme.
- Les liens externes sont à placer uniquement dans une section « Liens externes », à la fin de l'article. Ces liens sont à choisir avec parcimonie suivant les règles définies. Si un lien sert de source à l'article, son insertion dans le texte est à faire par les notes de bas de page.
- La présentation des références doit suivre les conventions bibliographiques. Il est recommandé d'utiliser les modèles {{Ouvrage}}, {{Chapitre}}, {{Article}}, {{Lien web}} et/ou {{Bibliographie}}. Le mode d'édition visuel peut mettre en forme automatiquement les références.
- Insérer une infobox (cadre d'informations à droite) n'est pas obligatoire pour parachever la mise en page.

Pour une aide détaillée, merci de consulter Aide:Wikification.
Si vous pensez que ces points ont été résolus, vous pouvez retirer ce bandeau et améliorer la mise en forme d'un autre article.
 (janvier 2024).
Si vous disposez d'ouvrages ou d'articles de référence ou si vous connaissez des sites web de qualité traitant du thème abordé ici, merci de compléter l'article en donnant les références utiles à sa vérifiabilité et en les liant à la section « Notes et références ».

Six hommes pour sauver Harry (Let's Get Harry) est un film d'aventure américain, sorti en 1986 et réalisé par Stuart Rosenberg. Il met en vedette Michael Schoeffling, Thomas F. Wilson, Glenn Frey, Rick Rossovich, Ben Johnson, Mark Harmon, Gary Busey et Robert Duvall. 
La réalisation du film est attribuée à Alan Smithee, un pseudonyme utilisé par les réalisateurs qui répudient leur implication dans un film.

## Synopsis
En Colombie, un ingénieur américain, Harry Burck supervise la mise en route d'un pipeline d'eau, pour le compte de son entreprise. En pleine cérémonie d'inauguration, un groupe de rebelles arrive pour kidnapper un diplomate américain présent. Dans la foulée, Harry est également kidnappé.
La nouvelle de l'enlèvement parvient au frère de Harry, Corey, et à ses amis Bob, Spence et Kurt, qui attendaient tous le retour de Harry. Les hommes, collègues au sein d'une usine, apprennent que l'enlèvement d'Harry a été orchestré par un baron de la drogue nommé Carlos Ochobar. Corey et Bob se rendent à Washington, pour demander l'aide du gouvernement américain, mais ils se voient répondre qu'il n'est pas prévu d'organiser un sauvetage. Le père de Harry est découragé.
Kurt rappelle à ses amis qu'ils doivent tous personnellement quelque chose à Harry et que leur seul chance de le ramener à la maison,  est de le sauver eux-mêmes. Malgré le scepticisme de Kurt et Spence, tous les hommes finissent par accepter de partir. Avant de se rendre en Colombie, ils sollicitent l'aide financière d'un sympathique vendeur de voitures, Jack, qui insiste pour les accompagner. Ils bénéficient également de l'expertise militaire d'un mercenaire, Norman Shrike. En raison de l'urgence de la mission, Shrike n'est en mesure de donner au groupe qu'une formation superficielle aux tactiques militaires.
Une fois en Colombie, le groupe se heurte à la résistance, tant de la part des autorités locales que du gouvernement américain. Il finit par atterrir en prison après avoir été dénoncé par l'un des contacts de Shrike qui devait leur fournir des armes. Ils sont remis aux autorités américaines et embarqués dans un avion pour les États-Unis. Juste avant le décollage, le groupe parvient à s'échapper, mais Kurt décide d'abandonner et de rentrer chez lui.
Le groupe se dirige vers le camp d'Ochobar et se confronte aux rebelles. Shrike est tué dans un échange de tirs alors qu'il sauvait la vie de l'un des hommes. Le groupe se voit aider par une locale, Veronica, et finit par trouver la cachette d'Ochobar. Dans la fusillade qui s'ensuit avec les hommes d'Ochobar, Jack est tué. Le groupe parvient à sauver Harry et à s'échapper, détruisant ainsi le camp des rebelles.
Harry et les survivants rentrent chez eux et sont accueillis en héros.

## Fiche technique
- Titre français : Six hommes pour sauver Harry
- Titre original : Let's Get Harry
- Réalisateur : Alan Smithee
- Scénario : Mark Feldberg, Charles Robert Carner, Samuel Fuller
- Photographie : James A.Contner
- Montage : Mort Rabinowitz
- Musique : Brad Fieldel
- Producteurs: Daniel H.Blatt, Robert Singer
- Société de production : Delphi V Production
- Société de distribution : TriStar Pictures
- Pays d'origine :  États-Unis
- Langue originale : anglais
- Format : Couleurs — 35 mm — 1,85:1 — Son : Dolby Stereo
- Genre : action, aventure
- Durée : 102 minutes
- Classement: R (Violence, langage ordurier)
- Dates de sortie :
  - États-Unis : 31 octobre 1986

## Distribution
- Michael Schoeffling: Corey Burck
- Thomas F. Wilson: Bob Pachowski
- Rick Rossovic: Kurt Klein
- Ben Johnson: Harry Burck Sr.
- Glenn Frey: Spence
- Mark Harmon: Harry Burck Jr.
- Gary Busey: Jack Abernathy
- Robert Duvall: Norman Shrike
- Elpidia Carrillo: Veronica
- Matt Clark: Walt Clayton
- Bruce Gray: Ambassadeur Douglas
- Guillermo Rios: Carlos Ochobar
- Jerry Hardin: Dean Reilly
- Pierrino Mascarino: Pinilla
- Jon Van Ness: Mickey
- Gregory Sierra: Alphonso
- Rodolfo De Alexandre: Pablo
- Cecile Callan: Theresa
- James Keane: Al King

## Production
Dans le montage initial, Stuart Rosenberg avait prévu que Mark Harmon ne ferait aucune apparition jusqu'à la séquence finale. Cependant, avant la sortie du film, la popularité d'Harmon a augmenté considérablement en raison de son travail sur Hôpital St Elsewhere et du fait qu'il ait été nommé "l'homme le plus sexy du monde" par le magazine People.
Les producteurs voulaient ainsi placer Harmon davantage au centre de l'histoire malgré l'objection de Rosenberg. Des images supplémentaires ont été tournées montrant l'enlèvement d'Harmon et sa détention en otage. En conséquence, Rosenberg renonça à être crédité au film, décidant d'apparaître sous le pseudonyme d'Alan Smithee.

## Box-office
Le film est sorti, le 31 octobre 1986 dans 133 cinémas, aux États-Unis et a rapporté la somme de 140 980 $, lors du premier week-end de lancement.